# Anuli Croon
Anuli Croon (Leeuwarden, 7 januari 1964) is een Nederlands beeldend kunstenaar, actief als glaskunstenaar, illustrator, schilder en wandschilder. Ze woont en werk in Rotterdam vanuit een atelier in het Oude Emmahuis op de Schiekade.

## Leven en werk
Croon studeerde af aan de Koninklijke Academie voor Kunst en Vormgeving in Den Bosch in 1990, waarna ze zich vestigde in Rotterdam. Ze ontwikkelde een eigen abstract figuratieve minimalistische stijl, die ze in allerlei kleinere tot reusachtige kunstwerken uitwerkte. 
Ze legde zich toe op "collages van interieurs, waarbij ze de patronen van behang zo rangschikt dat abstracte composities ontstaan." Eerder beschreef het NRC haar werk als volgt: "Op de schilderijen van Anuli Croon wordt de mens rudimentair en fragmentarisch weergegeven. De verschillende onderdelen van het lichaam – neus, ogen, mond en handen – worden door de kunstenaar met sjablonen op het doek aangebracht en als puzzelstukjes in elkaar gepast. De mannen en vrouwen – vaak is het geslacht niet direct te bepalen – krijgen hierdoor een curieus, abstract uiterlijk. Ook de omgeving is schematisch opgebouwd uit patronen en ornamenten. Hierdoor lijken de figuren op te gaan in de achtergrond van het schilderij."
Croon is lid van Pictura in Dordrecht en is actief bij de Kunstambassade Rotterdam als lid vakgroep Pilot Ateliercafé. Naast talloze exposities in binnen en buitenland is haar werk ook te zien in de openbare ruimte in Pendrecht, Rotterdam
 en Utrecht. Haar werk is ook een plek gekregen in vele particuliere -, bedrijfs- en museale collecties.

## Werken, een selectie

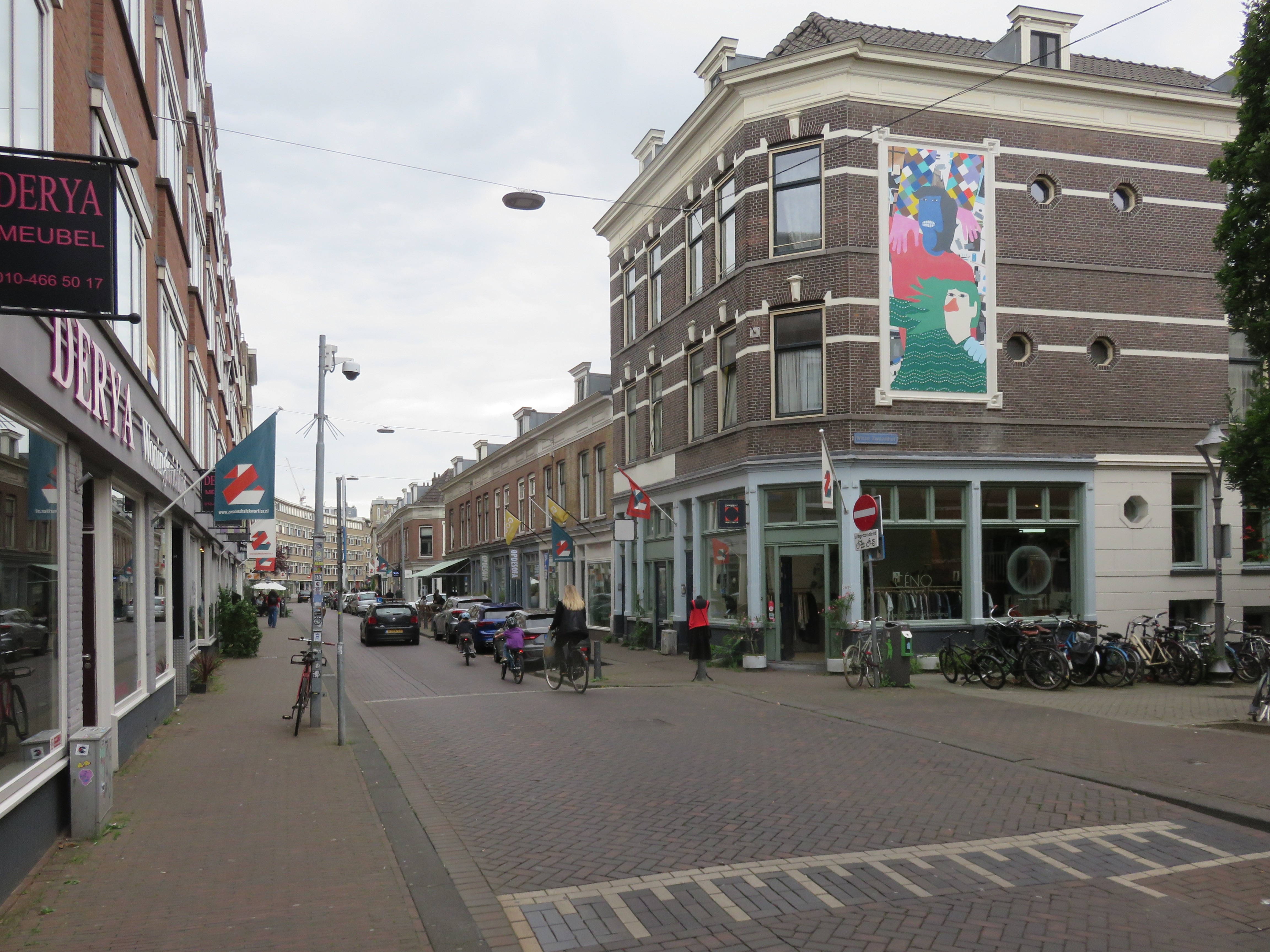
Het waait (2011) in Zwaanshals, Rotterdam
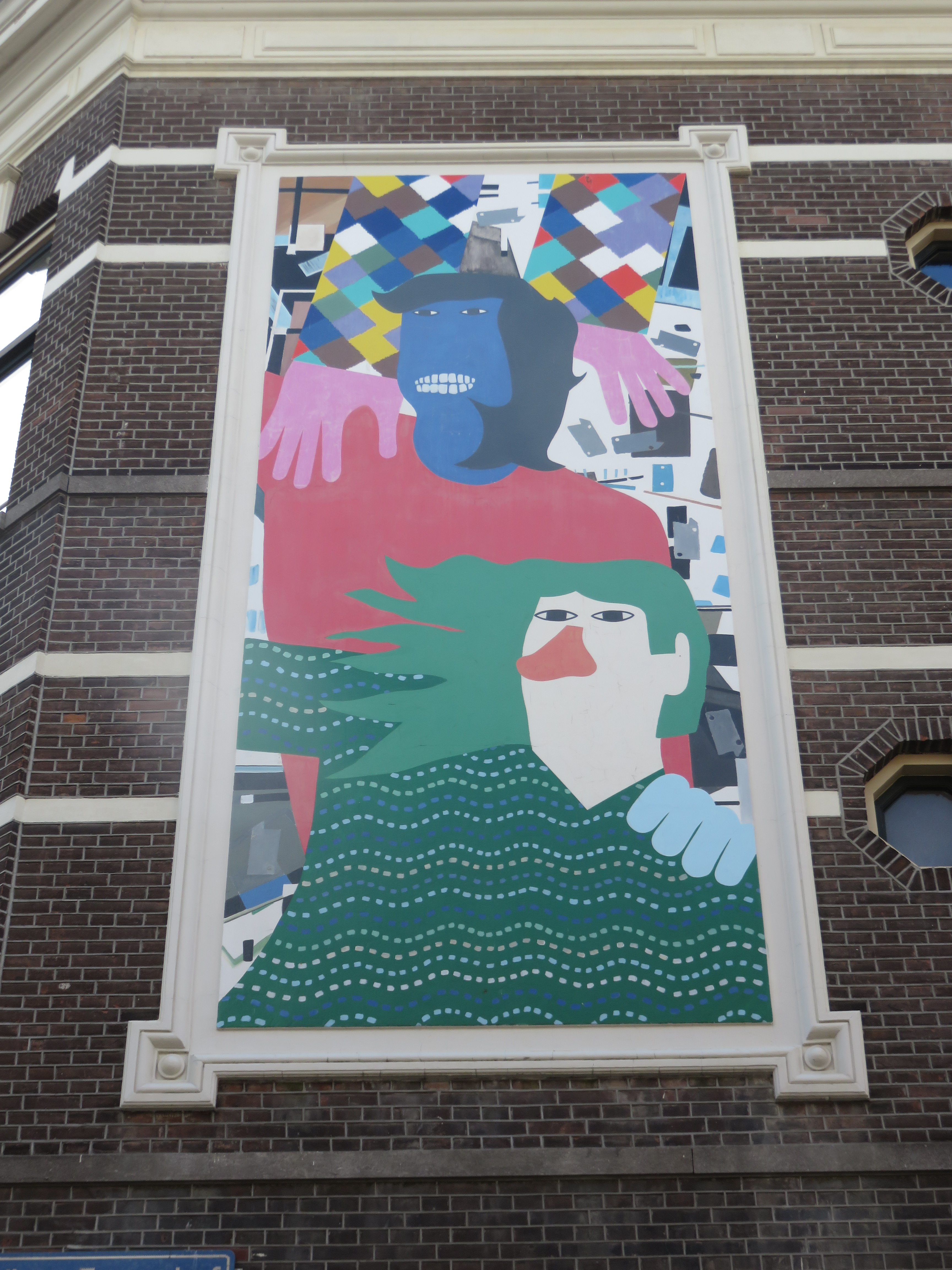
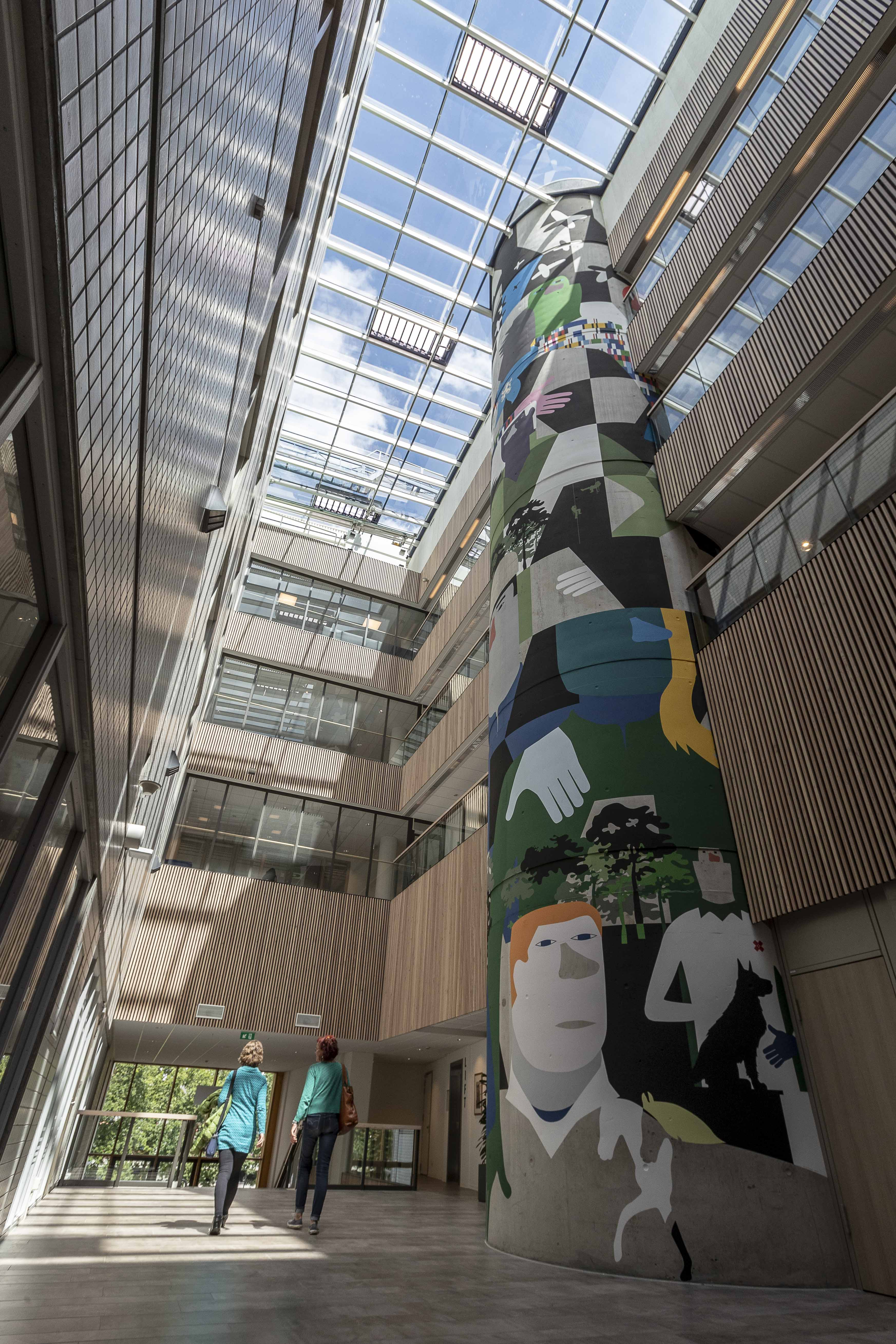
Zuil in Centraal Militair Hospitaal (CMH), Utrecht
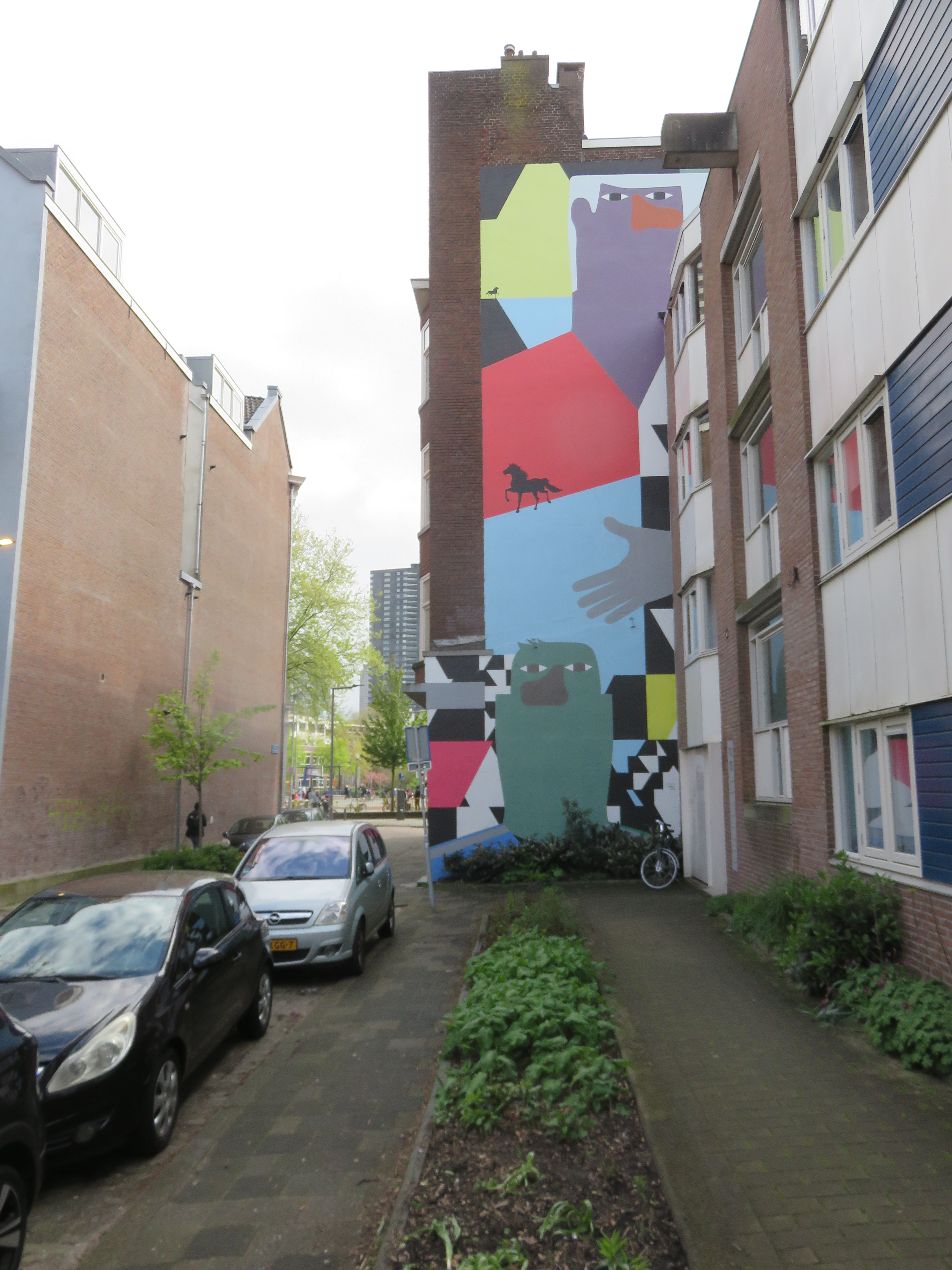
muurschildering Zonder titel (2020) in Zwarte Paardenstraat, Rotterdam
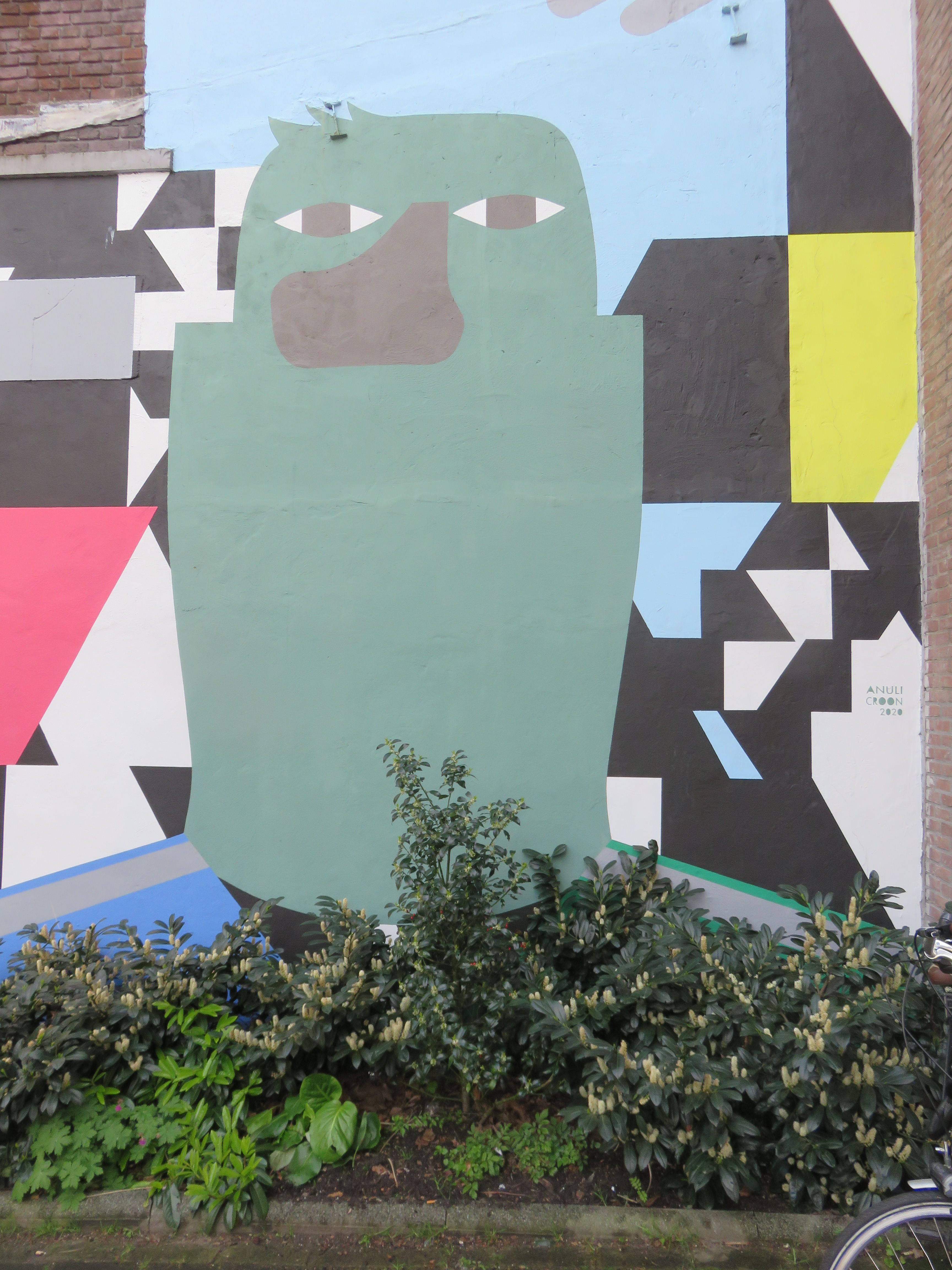

## Exposities, een selectie
- 2003. Schilderijen van Anuli Croon. Galerie Maurits van de Laar, Den Haag.[2]
- 2007. Collages van Paul Cox, Anuli Croon en Katja Mater. Berendsen Galerie, Rotterdam.[1]
- 2020. Tronie, De Aanschouw, Rotterdam.[7]

## Publicaties
Publicaties, een selectie:
- 2015. Anuli Croon. Patterns of Life | Levenspatronen. Made in Rotterdam 1999 met bijdragen van Vera Illés[9], Aat Ceelen, Maarten Janssen, Dees Linders. Jap Sam books, 2015.

- RKD-Nederlands Instituut voor Kunstgeschiedenis: 19235